# Jerzy Brodaty
Jerzy Brodaty, niem. Georg der Bärtige (ur. 27 sierpnia 1471 r. w Miśni, zm. 17 kwietnia 1539 r. tamże) – od 1500 r. książę saski (w części Saksonii obejmującej Marchię Miśnieńską), z dynastii Wettinów.

## Życiorys
Jerzy Brodaty był najstarszym synem księcia saskiego Albrechta Odważnego (założyciela albertyńskiej linii dynastii Wettinów, od podziału z 1485 r. władcy części Saksonii) i Sydonii – córki króla czeskiego Jerzego z Podiebradów. Jako dziecko spędził pewien czas na dworze cesarskim w Wiedniu. Za sprawą matki przeznaczony był początkowo do stanu duchownego, stąd kształcił się w tym kierunku, a w 1484 r. został nawet kanonikiem w Moguncji. Jednak w związku z wyjazdem ojca do Niderlandów, gdzie ten prowadził działania wojenne w imieniu cesarza Fryderyka III Habsburga, a następnie jego syna Maksymiliana, Jerzy Brodaty już w młodym wieku, w 1488 r., objął regencję w księstwie saskim, którą sprawował niemal przez cały pozostały okres życia ojca.
Zgodnie z ogłoszonymi w 1499 r. postanowieniami ojca o sukcesji po jego śmierci, w 1500 r. Jerzy Brodaty objął władzę w saskiej części jego posiadłości (terytorium obejmowało w szczególności dawną Marchię Miśnieńską z miastami Dreznem i Lipskiem), a jego młodszy brat Henryk Pobożny odziedziczył po ojcu otrzymaną przezeń od cesarza w 1498 r. Fryzję. Ponieważ jednak Henryk, nieposiadający odpowiednich środków, nie był w stanie utrzymać władzy we Fryzji z uwagi na wciąż trwające tam powstanie, w 1505 r. oddał Fryzję starszemu bratu w zamian za regiony Freibergu i Wolkensteinu oraz dożywotnią coroczną pensję. Jednak także Jerzy nie zdołał opanować sytuacji we Fryzji i ostatecznie, mimo zwycięstwa w kolejnej wojnie w 1514 r., rok później sprzedał swoje prawa do niej synowi cesarskiemu Karolowi. Stanowiło to dobry krok w kierunku uporządkowania sytuacji w samej Saksonii – sprawy niderlandzkie jeszcze za czasów ojca stanowiły potężne obciążenie finansowe dla księstwa i pozbycie się Fryzji pozwalało księciu odbudować nadszarpnięty skarb (na choćby częściową spłatę długu Habsburgów wobec ojca Jerzego przyszło mu jeszcze czekać długie lata, pozostał jednak mimo to wierny dworowi cesarskiemu).
Jerzy był sprawnym administratorem księstwa. Wkrótce po objęciu władzy we własnym imieniu przeprowadził reformę administracji i sądownictwa. Prowadził energiczne działania przeciwko raubritterom, działał na rzecz rozwoju gospodarki. Otaczał opieką założony przez jego przodków uniwersytet w Lipsku, gdzie stworzył warunki sprzyjające rozwojowi prądów humanistycznych (sam prowadził korespondencję z Erazmem z Rotterdamu). Główne miasta jego księstwa za jego rządów znacznie się rozwinęły. Prowadził też bardzo intensywną akcję budowniczą, zarówno w zakresie budowli świeckich, jak i – szczególnie – sakralnych.
Początek reformacji w 1517 r. skierował uwagę księcia przede wszystkim na sprawy kościelne. W powstałym wówczas sporze religijnym Jerzy (w przeciwieństwie do swego kuzyna, elektora saskiego Fryderyka III Mądrego, który był opiekunem Marcina Lutra, z tym prowadził korespondencję także Jerzy, który próbował nawet przeciągnąć Lutra z powrotem na stronę rzymską) stanął zdecydowanie po stronie Kościoła rzymskiego. Jerzy Brodaty m.in. zainicjował wydanie przekładu Nowego Testamentu, który miał być odpowiedzią na wersję Lutra (w gruncie rzeczy był to przekład Lutra z wprowadzonymi poprawkami), z własną przedmową. Konsekwentnie zwalczając luteranizm, nie podejmował jednak drastycznych środków: książki luterańskie konfiskował za odszkodowanie, duchownych–odstępców przekazywał arcybiskupowi Magdeburga, a pozostałym luteranom nakazywał tylko opuszczenie jego kraju (mogli też sprzedać swój majątek). Jerzy dostrzegał też istniejące nieprawidłowości w Kościele. W 1519 r. zorganizował w Lipsku dysputę religijną ze swoim osobistym udziałem, a w 1521 r. na sejmie w Wormacji sformułował część uwag związanych z nadużyciami kościelnymi dotyczącymi handlu odpustami oraz z annatami. Przeprowadził reformę w zakresie organizacji klasztorów (dotyczącą głównie spraw gospodarczych).
W 1524 r. wybuchły liczne bunty chłopskie, które rychło zmieniły się w wojnę zwaną chłopską. Jedno z centrów działań powstańców obejmowało m.in. tereny Saksonii. W 1525 r. Jerzy wraz z innymi książętami Rzeszy ostatecznie pokonali wojska chłopskie w bitwie pod Frankenhausen. W toczących się sporach katolicko-protestanckich Jerzy był zwolennikiem utrzymania pokoju religijnego w Rzeszy i z tego powodu wspierał mocno wszelkie inicjatywy zmierzające w tym kierunku.
Duża aktywność księcia na różnych polach przynosiła różne skutki. Choć sprawnie zarządzał swoim księstwem i na arenie politycznej odniósł pewien sukces, na polu religijnym musiał obserwować stopniowe słabnięcie katolicyzmu w Niemczech i sukcesy reformacji, mimo swoich wysiłków w celu jej powstrzymania. Co więcej, za życia Jerzego do reformacji przystąpili jego zięć landgraf heski Filip Wielkoduszny oraz jego własny brat Henryk Pobożny. Zwłaszcza odstępstwo tego ostatniego było bolesne dla Jerzego, który pragnął pozostawić swoje dziedzictwo w rękach katolickiego następcy. Tymczasem w 1537 r. zmarł najstarszy syn Jerzego Jan, a jedyny pozostały syn, Fryderyk, był słaby na umyśle. Jerzy, próbując zapewnić mu następstwo, postanowił, że będzie on współrządził z radą krajową, jednak i ten projekt nie doczekał się realizacji, ponieważ Fryderyk zmarł nagle kilka tygodni przed śmiercią ojca w 1539 r. W ten sposób dziedzictwo saskie przypadło jednak po śmierci Jerzego jego luterańskiemu bratu.

## Potomkowie
21 listopada 1496 r. Jerzy poślubił w Dreźnie Barbarę Jagiellonkę, córkę króla polskiego Kazimierza IV Jagiellończyka. Z małżeństwa Barbary i Jerzego Brodatego pochodzili:
- Krzysztof (ur. 8 września 1497, zm. 5 grudnia 1497),
- Jan (24 sierpnia 1498, zm. 11 stycznia 1537),
- Wolfgang (ur. 1499, zm. 12 stycznia 1500),
- Anna (21 stycznia 1500, zm. 23 stycznia 1500),
- Krzysztof (ur. i zm. 27 maja 1501),
- Agnieszka (7 stycznia 1503, zm. 16 kwietnia 1503),
- Fryderyk (15 marca 1504, zm. 26 lutego 1539),
- Krystyna (25 grudnia 1505, zm. 15 kwietnia 1549) – od 1523 żona Filipa Wielkodusznego, landgrafa Hesji,
- Magdalena (ur. 7 marca 1507, zm. 28 stycznia 1534) – od 1524 żona Joachima II, elektora brandenburskiego,
- Małgorzata (ur. 7 września 1508, zm. 1510).